# Hirondellea namarensis
Espèce
Hirondellea namarensis est une espèce de crustacés amphipodes.

## Publication originale
- Horton & Thurston, 2013 : Hirondellea namarensis (Crustacea: Amphipoda: Lysianassoidea: Hirondelleidae), a new deep-water scavenger species from the Mid-Atlantic Ridge. Marine Biology Research, vol. 9, n. 5-6, pp. 554-562 (introduction) (en).